# 鈴木勤
鈴木 勤（すずき ごん、1992年4月25日 - ）は、日本の男性ファッションモデル、歌手、俳優、作詞家。

## 来歴
2009年の後半からファッション雑誌『CHOKi CHOKi』や『Samurai ELO』、『キラリ!』、『FINEBOYS』、『B-st.』、『smart』などで読者モデルとして活動をはじめる。当時アメーバブログのアクセス数が1日350万view 月間でも1億に達するなど 雑誌に出て人気になる 通常のルートではなく 個人が力を持って雑誌に出るという原宿の第2世代としてスタイルを確立した。
2010年、『キラリ!』、『samurai ELO』の専属モデルになる。蝶ネクタイを取り入れたヨーロピアンスタイルやループタイを取り入れたオジカジなど、独自ファッションが読者に支持され、数年にわたり連続で人気投票で1位を獲得など圧倒的な支持を受ける。その反響はSNSを通してアジア圏にまで届いた。
2011年、『ズームインサタデー』や『世界一受けたい授業』、『ピラメキーノ』などに出演。原宿のカリスマと呼ばれる。
2012年、映画『Miss Boys』で俳優デビューをする。
2013年、バンド活動を開始。4月に1枚目のミニ・アルバム『NO NAME』を発表。収録曲「パステルデート」はLUNA SEAのINORANが作曲を手がけた。デビュー発表はラフォーレ原宿で行われ 当日までに3000を超える応募があった。最初のワンマン・ライブは500人の動員を記録した。
2014年2月に配信限定曲「ハートのカタチ」を発表。8月には「クルクル☆ミラクル」を発表し、2枚目のアルバム『NO NAME2』を発売。オリコン10位を記録する。この頃からティーン向け女性誌『Popteen』の正式なメンズモデルになる。『読モJUNON』が発売され、こんどうようぢ、大倉士門、藤田富と並んで読モ四天王と呼ばれる。
2015年、慢性扁桃腺炎の悪化により喉の手術を行う。その1か月後にバンド名を改名し「DARK HERO」発表。3枚目のアルバム『RE:STORY』を発売。オリコン12位を獲得。喉の手術で感じた苦悩やモデルとしての脱却を試みた、メッセージ性の強いアルバムとなる。同アルバムには、作曲を手がけたハヤシケイ作詞・作曲のボカロ曲「ピエロ」 のカヴァーも収録されている。
2016年、松本零士の『宇宙海賊キャプテンハーロック』を舞台化した『キャプテンハーロック 〜次元航海〜』が上演されるにあたり、W主演のひとり台羽正を演じた。
2017年、杉原杏璃主演映画『...and LOVE』にて700人のオーディションを勝ち抜き、恋人・ツバサ役として出演。映画『インフォ・メン 獣の笑み、ゲスの涙』で映画初主演が決定。
2018年、7年間所属していた事務所を退社。個人として クラウドファンディングで新たな音楽活動開始を宣言。募集額を超え、本人作詞による新曲「nice」「breezin」が制作され 、SpotifyやAWAやLINE MUSICからストリーミング配信される。自身の音楽活動から作詞の才能を認められ、女性アイドルグループや男性ボーカルグループに作詞提供する。
2019年、期間付きの活動休止を発表。

## 人物
- 趣味はゲーム、アニメ、マンガ。幼少期にマンガ本を5000冊以上所持していたこともある。
- 特技はランニングやバスケ、野球などのスポーツで、ランニングは毎日10キロ走るのが日課。
- 太りやすい体質。幼少期はずっと太っていた。名前も珍しく、ハーフということもあり、虐められることが多かったという。
- フィリピンで幼少期を過ごす事が多く、小学校高学年まで日本語が苦手だった。
- 高校時代にファッションに興味を持ちはじめた。原宿でスカウトされたことをきっかけに、読者モデルとしてモデル活動を始める。
- 自身の曲をほぼ全て作詞しており、2000種類以上の曲を書き溜めている。
- 大学を受験していたが多忙なスケジュールな為志望校に合格せず弟の学費を払う為に断念している。

## 出演

### MUSIC VIDEO
- 日之内エミ 3rd Album「VOICE」より「Catch Me!!!」EXIT LINE（2011年7月13日発売）
- 三浦サリー セツナイのは…（2012年8月18日配信）
- Rouge 桜ノ雨feat.LGYankees（2017年2月22日配信）

### バラエティ番組
- ズームイン!!サタデー
- 世界一受けたい授業
- ピラメキーノ
- 踊る!さんま御殿!!
- 金曜日の聞きたい女たち
- オトナヘノベル
- お願い!ランキング
- ニュースな晩餐会

### ドラマ
- VIRGINS - 要 役

### WEBドラマ
- その愛、お金で買いました。 - 主演・海音 役

### 映画
- Miss Boys!決戦は甲子園!?編（2011年12月公開、ダブ） - 田丸健 役
- Miss Boys!友情のゆくえ編（2012年1月公開、ダブ） - 田丸健 役
- インフォ・メン 獣の笑み、ゲスの涙（2017年12月公開） - 主演・悟志 役[4]
- ...and LOVE（2017年公開） - ツバサ役
- ふたりの空（2019年公開） - 主演・隆之介 役
- 地獄少女（2019年公開）

### 書籍
- 恋のくすり。飲めば私を好きになる  (宝島社) イメージカバー 2012年7月発売 著 千梨らく

### 雑誌
- CHOKi CHOKi（内外出版社）
- BiDaN（インデックス・コミュニケーションズ）
- B-st.（インデックス・コミュニケーションズ）
- 日之出出版「FINEBOYS」
- smart（宝島社）
- Samurai ELO（インフォレスト社）
- Popteen（角川春樹事務所）
- JELLY（ぶんか社）
- Ranzuki（ぶんか社）
- JUNON（主婦と生活社）
- キラリ!（マガジン・マガジン）
- HR（グラフィティマガジンズ）

### CM
- マンダム「GATSBY」 - web
- auスマートパス - web
- プロアクティブ
- マジックブレット

### 広告
- 白猫プロジェクト - コロプラ
- エイリアンのたまご - パオン・ディーピー
- REFLEC BEAT - KONAMI
- Doublefocus - AEON
- SPINNS
- サカゼン

### 舞台
- FREE（S）プロデュース公演「Dream 第二章 Dream-sunflower-」（2012年7月18日 - 22日、恵比寿・エコー劇場）
- Be With プロデュース VOL.23「Night on the Planet 〜Romantic memory」（2012年4月20日 - 22日、シアターグリーン BIG TREE THEATER）
- IRONBANK Presents「返り咲きリビングデッド」（2013年1月18日 - 20日、恵比寿・エコー劇場）
- キャプテンハーロック 〜次元航海〜（2016年6月8日 - 12日、新宿村LIVE/2017年1月9日 - 13日、大阪市中央公会堂） - 主演・台羽正 役
- 舞台 ハイスクール!奇面組（2017年6月1日 - 4日 全労済ホール スペース・ゼロ） - 御曹 司 役[5][6]
- 冬町ミステリーサークル（2018年2月13日 - 18日、上野ストアハウス） - 主演・丸尾恭一 役
- メモリーダイヤル〜明日の君にさよなら〜(2019年5月1日 - ４日 東部フレンドホール) - 北岡俊介 役

### ファッションショー
- Girls Award
- FASHION LEADERS
- 超十代
- 東京ガールズコレクション
- 関西コレクション
- 静岡コレクション
- TEENS COLLECTION

### CD
- NO NAME
- NO NAME2 - オリコンデイリー10位
- RE:STORY - オリコンデイリー12位

### ラジオ
- 「ケネゴンのワイルドピッチ」（2012年、ニッポン放送）
- 「ごんごんのおしゃべり@ぐるぐる」（2014年、FM FUJI）
- 「レコメン!」（文化放送）